# Herb Madrytu
Herb Madrytu (es. Escudo de Madrid) – herb, symbol miasta Madryt w Hiszpanii.

## Opis herbu
Na herbie znajduje się niedźwiedź opierający się lub wspinający się na drzewo poziomkowe. Na niebieskim obramowaniu znajdują się na nim srebrne gwiazdy, a na górze widnieje wielka korona, z racji tego że to tutaj urzęduje król Hiszpanii. Ten symbol władzy został dodany do herbu w 1544 roku.

## Symbolika
Niedźwiedź – według legendy przedstawione zwierzę zostało upolowane przez króla Alfonsa XI w górach niedaleko Madrytu.
Drzewo poziomkowe – w średniowieczu położony w pobliżu miasta obszar porośnięty przez drzewa poziomkowe (zwane też drzewami truskawkowymi) był przedmiotem sporu między organami kościelnymi i świeckimi. Administracji miasta udało się pozyskać te tereny, dlatego zdecydowano umieścić to drzewo w herbie.
Siedem srebrnych gwiazd - jest nawiązaniem do niedźwiedzia, gdyż gwiazdozbiorze Wielkiej Niedźwiedzicy składa się z 7 najjaśniejszych gwiazd.
Korona - symbol władzy królewskiej, został dodany w 1544 roku, dzięki czemu Madryt otrzymał tytuł Coronada Villa de Madrid.

## Historia
Herb został użyty po raz pierwszy w kampanii przeciwko muzułmanom w Andaluzji. Z czasem drzewo truskawkowe zmieniono na poziomkowe. W 1544 roku w herbie Madrytu król umieścił koronę.